# Squirrel Nut Zippers
Gli Squirrel Nut Zippers sono stati un gruppo musicale statunitense formatosi nel 1993, interprete di swing revival. Il gruppo è originario della Carolina del Nord.

## Formazione
Finale
- James "Jimbo" Mathus - voce, chitarra, banjo, trombone, piano
- Katharine Whalen - voce, banjo, ukulele
- Stuart Cole - basso
- Chris Phillips - percussioni, batteria
- Je Widenhouse - tromba, corno
- Henry Westmoreland - sassofono
- Robert "Griffanzo" Griffin - piano, tastiere
- Charlie Biggs Halloran - trombone

Ex membri
- Ken Mosher - chitarra, sassofono, voce
- Tom Maxwell - voce, chitarra, sassofono, gong
- Don Raleigh - basso, gong
- Stacy Guess - tromba
- David Wright - trombone
- Reese Grey - piano
- Tim Smith - sassofoni
- Andrew Bird - violino (collaboratore eccezionale)
- Edward Clark - canjo
- Carl Luparella

## Discografia
- The Inevitable (1995)
- Hot (1996)
- Sold Out (EP, 1997)
- Roasted Right (EP, 1997)
- Perennial Favorites (1998)
- Christmas Caravan (1998)
- Bedlam Ballroom (2000)
- The Best of Squirrel Nut Zippers as Chronicled by Shorty Brown (2002)
- Lost at Sea (live, 2009)